# Alamanda Motuga
Alamanda Lolo Motuga (11 de setembro de 1994) é um jogador de rugby samoano, que joga na posição de back.

## Carreira
Motuga foi educado na Manurewa High School em Auckland, Nova Zelândia. Ele começou a jogar rugby pela Manurewa no Campeonato da Federação Amadora de Condados-Manukau. Ele também jogou rugby sevens com o time Auckland Marist.
Em 2020, ele se juntou ao time do Counties Manukau para a Copa Mitre 10 de 2020. Em novembro de 2020, ele representou o Moana Pasifika em sua partida inaugural contra o Māori All Blacks. Em outubro de 2021, ele assinou com o Moana Pacifica para a temporada de 2022.
Em fevereiro de 2016, ele foi selecionado para a equipe nacional de rugby sevens de Samoa para jogar nas etapas de Las Vegas e Vancouver da World Rugby Sevens Series de 2015–16. Em maio de 2016, ele fez parte da equipe de Samoa que venceu o Paris Sevens de 2016. Ele passou a representar Samoa em 36 competições de sevens a partir de 2016. Em julho de 2019, ele foi selecionado para a equipe nacional de rugby de Samoa para a Copa das Nações do Pacífico de Rugby de 2019, fazendo sua estreia pela seleção nacional contra Tonga. Suas atuações por Samoa e Samoa Sevens lhe renderam uma convocação para a seleção de Samoa para a Copa do Mundo de Rugby de 2019 como substituto de Afa Amosa.